# 布里吉·拉菲尼
布里吉·拉菲尼（法語：Brigi Rafini，1953年—），男，圖阿雷格族，尼日爾政治人物，於 2011 年至 2021 年擔任尼日尔总理。拉菲尼曾在1980年代後期擔任尼日爾農業部長，在2004 年至2009年擔任尼日尔国民议会第四副主席。2011年4月7日穆罕默杜·伊素福就任總統後，拉菲尼被任命為總理。他是第一位擔任該職務的圖阿雷格人。